# Ojos de Brujo
Ojos de Brujo è un gruppo musicale spagnolo formatosi a Barcellona, Spagna, nel 1996. La loro musica si caratterizza per la fusione di stili, cercando diversi punti di incontro tra il flamenco con altri stili musicali, come il reggae, l'hip hop, il rock e la musica elettronica.

## Storia
Il progetto degli Ojos de Brujo si crea a Barcellona, nel '96, a seguito dell'incontro, in diverse "jam session", di differenti musicisti della scena barcellonese del momento. È da questi incontri che nasceranno le canzoni che faranno parte del loro primo disco, "Vengue", che vede la luce nel 1999. Oltre che in Spagna, si sono diffusi anche in altri Paesi come Belgio, Paesi Bassi, Francia, Italia e Germania, facendosi pubblicità nei vari festivals in lungo e in largo per l'Europa. Il passa parola ha svolto un ruolo fondamentale nella diffusione del disco, arrivando a vendere 40 000 copie, 20.000 delle quali in solo otto mesi.
La formazione del gruppo si stabilizza con Ramón Giménez, Javi Martin, Marina "la canillas", Xavi Turull, Panko, Sergio Ramos, Maxwell Wright e dal 2005 Carlos Sarduy, ma sempre contando con collaborazioni di ogni tipo. Nel 2001, annullano il contratto con la loro casa discografica, Edel, ed optano per l'"autogestione", cominciando il tour "Abriendo Puertas" (Aprendo le porte) in tutto il Paese spagnolo.
Nel 2002 arriva Barí, nato con La Fábrica de Colores (La Fabbrica dei Colori), un marchio discografico che creano per la produzione e la pubblicazione dei loro lavori. Questo disco significherà il definitivo decollo a livello internazionale e il tour di promozione li porta per festival di Stati Uniti, Messico, Canada, Giappone, Marocco, Cuba, Ungheria, Germania, Paesi Bassi e Italia, tra gli altri Paesi.
Techarí è il loro terzo progetto discografico, lanciato il 20 febbraio del 2006. Nel 2010 è stata pubblicata la raccolta Corriente vital.
Nel 2012 il gruppo si è sciolto pubblicando un comunicato finale sul sito ufficiale.

## Formazione
- Marina Abad – voce
- Ramon Giménez – chitarra
- Paco Lomeña – chitarra
- Javi Martin – basso, contrabbasso
- DJ Panko: scratches – tastiera
- Sergio Ramos – batteria
- Maxwell Wright – percussioni, cori
- Xavi Turull – percussioni
- Carlos Sarduy – tromba, pianoforte, percussioni

## Discografia
- 1999 – Vengue
- 2002 – Barí
- 2003 – Barí: Remezclas de la Casa
- 2006 – Techarí
- 2007 – Techarí Live
- 2007 – Techarí Remixes
- 2009 – Aocaná
- 2010 – Corriente Vital - 10 Años

## Videografia
- 2005 – Girando Barí